# José Claudio Aranzadi Martínez
José Claudio Aranzadi Martínez (Bilbao, País Basc, 1946) és un polític espanyol que fou Ministre d'Indústria i Energia durant dos governs presidits per Felipe González.
Va néixer el 9 d'octubre de 1946 a la ciutat de Bilbao, ciutat en la qual va estudiar ciències econòmiques a la Universitat de Bilbao.
El 1978 va treballar per al servei d'estudis del Banco de Vizcaya.
L'any 1984 fou nomenat vicepresident de l'Institut Nacional d'Indústria (INI) per part de Luis Carlos Croissier Batista, al qual va substituir el 1986 com a president d'aquest organisme fins al 1988. El 12 de juliol de 1988 fou nomenat Ministre d'Indústria i Energia en la remodelació de govern impulsada per Felipe González, càrrec que va mantenir fins a l'any 1993.
L'any 1993 fou nomenat responsable de la delegació espanyola permament davant l'Organització per a la Cooperació i el Desenvolupament Econòmic (OCDE).